# 12932 Conedera
12932 Conedera eller 1999 TC12 är en asteroid i huvudbältet som upptäcktes den 10 oktober 1999 av den schweiziska astronomen Stefano Sposetti vid Gnosca-observatoriet. Den är uppkallad efter upptäckarens mor Marina Conedera.
Asteroiden har en diameter på ungefär 3 kilometer och den tillhör asteroidgruppen Nysa.